# Dawn Landes

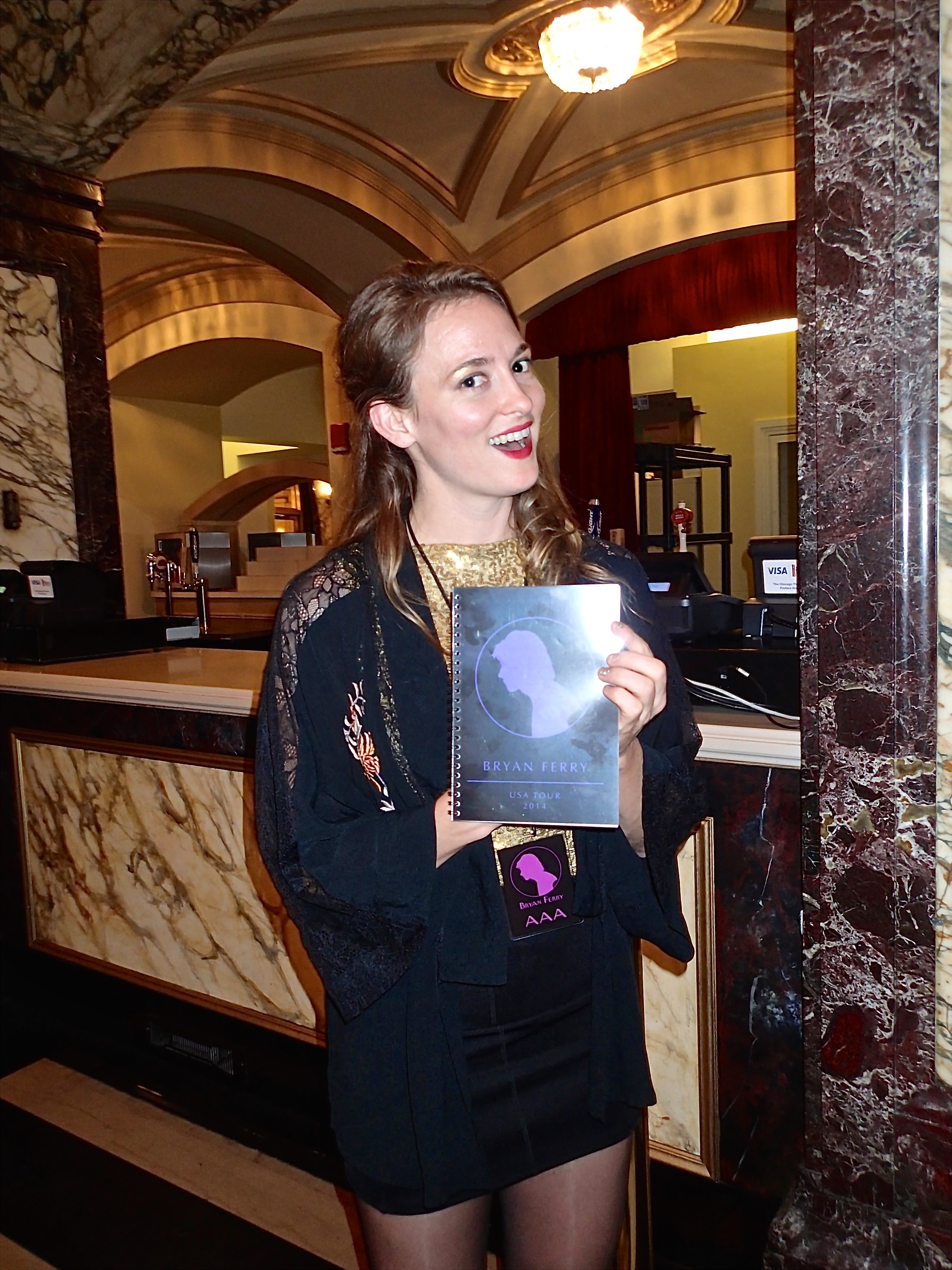
dawn Landes (Chicago Theatre, Chicago, Illinois, 2014-09-21)

Dawn Landes/dawn Landes (Louisville (Kentucky), 1980) is een Amerikaanse singer-songwriter van folk- en indiepop.
Landes maakte tot en met 2014 vier cd's: Dopplerganger (ep), dawn's Music (2002), Two Three Four (2006), Fireproof (2008), Sweetheart Rodeo (20??, Bluebird (2014) en mini-EP Covers (2014). Voor de Amerikaanse zelf voor de microfoon kroop, werkte ze al als studiotechnicus in een opnamestudio met onder andere Philip Glass en Ryan Adams. De zangeres speelt gitaar, glockenspiel en accordeon.
In Nederland is Landes' stem bij het grote publiek alleen bekend van reclamespotjes. Zo zong ze een cover van het nummer I'm a believer (origineel van The Monkees) in een reclame voor Vicks en haar eigen nummer Straight Lines in een commercial voor deodorantmerk Axe. Verder zit Landes' nummer Toy Piano in een aflevering van Californication, genaamd The Whore of Babylon.

## Live in Nederland
Landes trad in 2007 drie keer op in Nederland. Op 21 mei van dat jaar stond ze in Paradiso in het voorprogramma van blueszanger Ben Weaver in Amsterdam. Voorprogramma's voor dezelfde Weaver deed ze op 29 mei in de Verkadefabriek in 's-Hertogenbosch en op 3 juni op poppodium EKKO in Utrecht.
In 2008 stonden drie hoofdprogramma's van haar gepland in Nederland. Op 21 mei in het Tivoli (Utrecht), op 22 mei in LantarenVenster (Rotterdam) en op 23 mei in de Stadsschouwburg in Groningen.